# Прудников, Андрей Владимирович
Андрей Владимирович Прудников (9 сентября 1984, Рудня, Смоленская область, СССР) — российский футболист, нападающий.

## Карьера
Воспитанник футбола г. Рудни. Начинал свою карьеру в местной команде. В её составе нападающий участвовал в чемпионате Смоленской области. В 2010 году Прудников попал в профессиональную команду «Днепра».
В начале 2013 года Прудников вместе со своим бывшим партнером по команде Муратом Хотовым уезжал в Белоруссию. Однако закрепиться в местном первенстве нападающему не удалось. Он провел 7 игр за клуб Высшей лиги «Нафтан». Вскоре вернулся в смоленский «Днепр», за который выступал до 2016 года. С 2019 года был футболистом ФК «Днепр» (Холм-Жирковский) в чемпионате Смоленской области, с которым в сезоне-2022 выиграл Кубок Смоленской области.